# Tokyo DisneySea
Tokyo DisneySea (東京ディズニーシー) là một công viên giải trí rộng 176 mẫu Anh (71 ha) nằm trong Tokyo Disney Resort thuộc Urayasu, Chiba, Nhật Bản, ngay bên ngoài Tokyo. Được mở cửa vào tháng 4 năm 2001, với chi phí 335 tỷ yên. Tokyo DisneySea thuộc sở Hữu của The Oriental Land Company, với bản quyền sử dụng các nhân vật và chủ đề Disney từ Công ty Walt Disney, công viên được ước tính đã thu hút 14 triệu khách tham quan trong năm 2013, là công viên chủ đề hút khách đông thứ tư trên thế giới năm 2013. Tokyo DisneySea là công viên chủ đề thứ hai được mở tại Tokyo Disney Resort và là cái thứ chín trong số mười một công viên chủ đề Disney trên thế giới đi vào hoạt động. Tokyo DisneySea là công viên chủ đề đạt tới cột mốc 10 triệu vị khách nhanh nhất trên thế giới, 307 ngày tính từ ngày khai trương. Kỉ lục trước thuộc về Universal Studios Japan, 338 ngày sau khi mở cửa.

## Bố trí
Có bảy khu vực theo chủ đề (hay "ports of call"). Lối vào công viên là Mediterranean Harbor, từ đó bằng đường thủy dẫn ra sáu cảng khác theo các chủ đề: American Waterfront, Lost River Delta, Port Discovery, Mermaid Lagoon, Arabian Coast, và Mysterious Island.

## Mediterranean Harbor
Mediterranean Harbor là "port-of-call" lối vào và có chủ đề như một thành phố cảng của Ý, du khách có thể lên các chiếc thuyền Venetian Gondolas và du ngoạn. Rải rác khắp các port là nhiều cửa hàng và nhà hàng khác nhau. Cách bố trí của Mediterranean Harbor khác với các "khu" lối vào của các công viên Disney khác khi có có hình chữ "V" lớn, chứ không phải là một chính con đường dẫn đến một trung tâm (như Main Street ở công viên Disneyland, Hoa Kỳ hoặc Hollywood Boulevard ở Disney's Hollywood). Hướng sang phải, lối đi dẫn đến hòn đảo Mysterious Island, hướng bên trái, lối đi dẫn đến American Waterfront. Khách sạn Tokyo DisneySea Hotel MiraCosta đóng vai trò như bờ lũy (hoặc biên giới) phía nam của công viên. Mediterranean Harbor còn có Fortress Explorations, là một khu vui chơi tương tác với quy mô lớn cho khách, với các hoạt động và attraction theo chủ đề khám phá, Ở cảng này còn có The Legend of Mythica, một show diễn dài hai mươi lăm, Fantasmic!, được công diễn lần đầu vào ngày 28 năm 2011 như một phần của lễ kỷ niệm 10 năm thành lập công viên, và "Be Magical!", một chương trình trình diễn ban đêm sử dụng sà lan, đài phun nước, các nhân Vật Disney và pháo hoa.

## Lượng khách tham gia
| Năm 2008   | Năm 2009   | Năm 2010   | 2011       | 2012       | 2013       | 2014       | 2015       | Trên toàn thế giới hạng |
| ---------- | ---------- | ---------- | ---------- | ---------- | ---------- | ---------- | ---------- | ----------------------- |
| 12.498.000 | 12.004.000 | 12.663.000 | 11.930.000 | 12.656.000 | 14.084.000 | 14.100.000 | 13.600.000 | 5                       |

## Giải thưởng
Trong năm 2002 Tokyo DisneySea đã giành giải Thea Award từ Themed Entertainment Association cho ý tưởng, thiết kế, và xây dựng công viên chủ đề. Giải thưởng được trao tại ở El Capitan Theater ở Hollywood, California.